# Mocidade Independente do Progresso
O Grêmio Recreativo e Escola de Samba Mocidade Independente do Progresso (GRES Mocidade Independente do Progresso) é uma escola de samba da cidade de Juiz de Fora, no estado brasileiro de Minas Gerais.
Em 2010 foi quinta e penúltima colocada do grupo principal do carnaval da cidade.

## Segmentos

### Presidentes
| Nome | Mandato        | Ref.  |
| ---- | -------------- | ----- |
| Gugu | ? - atualidade | [ 1 ] |

### Presidentes de honra
| Nome | Mandato        | Ref. |
| ---- | -------------- | ---- |
| Gugu | ? - atualidade |      |

### Diretores
| Ano  | Diretor de Carnaval | Diretor geral de harmonia | Mestre de bateria | Ref.  |
| ---- | ------------------- | ------------------------- | ----------------- | ----- |
| 2013 |                     |                           | Guelo e Jandão    | [ 1 ] |
| 2016 |                     |                           |                   |       |

### Coreógrafo
| Ano  | Nome | Ref. |
| ---- | ---- | ---- |
| 2015 |      |      |
| 2016 |      |      |

### Casal de Mestre-sala e Porta-bandeira
| Ano  | Nome                          | Ref.  |
| ---- | ----------------------------- | ----- |
| 2013 | Diego Gonffer e Nadia Hilário | [ 1 ] |
| 2016 |                               |       |

### Rainhas de bateria
| Período | Rainha | Madrinha | Ref. |
| ------- | ------ | -------- | ---- |
| 2015    |        |          |      |
| 2016    |        |          |      |

## Carnavais
| Ano  | Colocação    | Grupo | Enredo | Carnavalesco                        | Intérprete                                | Ref.                       |
| ---- | ------------ | ----- | --- | ----------------------------------- | ----------------------------------------- | -------------------------- |
| 1996 | 3º lugar     |       | Minha Namorada Lua, na Odisséia dos Povos a lhe Contemplarem                                                                        |                                     |                                           | [ 5 ]                      |
| 2002 |              | B     | Histórias e Lendas do Folclore Brasileiro de Geração em Geração                                                                     |                                     |                                           | [ 5 ]                      |
| 2003 | 3º lugar     | B     | Murilo Mendes: A trama do olhar | Reinaldo Chagas                     |                                           | [ 5 ] [ 6 ]                |
| 2004 | 7º lugar     | B     | Homenagem ao Centenário de Ary Barroso.                                                                                             | Emerson Fidélis e Samantha Borchear |                                           | [ 5 ] [ 7 ]                |
| 2005 | 4º lugar     | B     | O Mundo Mágico do Circo, a Festa da Criançada.                                                                                      | Emerson Fidélis e Samantha Borchear |                                           | [ 5 ] [ 8 ] [ 9 ]          |
| 2006 | 6º lugar     | B     | E.C.A. Vem Debutar Com A Mocidade Na Avenida                                                                                        | Rafael Condé                        |                                           | [ 5 ] [ 10 ] [ 11 ]        |
| 2007 | Campeã       | B     | Brasileiro: Três raças e um só coração                                                                                              | Rafael Condé                        |                                           | [ 5 ] [ 12 ] [ 13 ] [ 14 ] |
| 2008 | 4º lugar     | A     | Ô abre-alas que a corte real acabou de chegar – Da entrada triunfal ao grito do Ipiranga, a história de uma corte e suas festas     | Reinaldo Chagas                     |                                           | [ 5 ] [ 15 ] [ 16 ]        |
| 2009 | Vice-campeã  | A     | Amazônia, a Esperança do Futuro |                                     |                                           | [ 17 ] [ 18 ]              |
| 2010 | 5º lugar     | A     | Minha Terra Tem Palmeira, Onde Canta o Sabiá Autores: Messias da Rocha, Paulo Canário e Álvaro da Rocha.                            | Reinaldo Chagas                     | Átila, Gugu da Mocidade e Wanderson (Tão) | [ 4 ] [ 19 ] [ 20 ]        |
| 2011 | 5º lugar     | A     | Façam suas apostas, a Mocidade chegou Compositores:Edson Gaguinho, Batista Coqueiral, Fabinho Batista, Ari Arantes e Dani Coutinho. | Comissão de Carnaval                |                                           | [ 21 ] [ 22 ]              |
| 2012 | 4º lugar     | A     | As belas histórias que a vovó contava                                                                                               | Comissão de Carnaval                |                                           | [ 1 ] [ 18 ] [ 23 ] [ 24 ] |
| 2013 | 4º lugar     | A     | África Brasilis – A Mocidade canta a cor e a raça…                                                                                  | Anderson José Luiz                  | Dani Coutinho e Fabiano Barbosa           | [ 1 ]                      |
| 2014 | Não desfilou | A     | Sonhar não custa nada…com a Mocidade você pode mais                                                                                 | Anderson José Luiz                  |                                           |                            |
| 2015 |              | A     | |                                     |                                           |                            |
| 2016 |              | A     | |                                     |                                           |                            |